# Ophiomyia sulcata
Ophiomyia sulcata är en tvåvingeart som beskrevs av Sanabria de Arevalo 1993. Ophiomyia sulcata ingår i släktet Ophiomyia och familjen minerarflugor.
Artens utbredningsområde är Colombia. Inga underarter finns listade i Catalogue of Life.